# 90毫米SA 45坦克炮
90毫米SA 45坦克炮，全称1945年型90毫米半自动坦克炮（90mm Semi-Automatique Mle.1945），是法国施耐德公司于1945年设计开发的一款坦克炮，由法國海軍的1926年型90毫米50倍身径高射炮改进而来。

## 研发与应用
不同于AMX-13轻型坦克的F3坦克炮从美制90毫米M3坦克炮衍生而来，SA 45坦克炮的原型是法國海軍的1926年型90毫米50倍身径高射炮，曾也是二战前FCM F1超重型坦克的主武器。SA 45坦克炮以KwK43 88毫米戰車炮为参考对象，将身管由原来的50倍径延长至65倍径，发射穿甲弹时初速由850米/秒提升至1000米/秒，1000米处穿深150毫米。在靶场的射击对比证明，90毫米SA 45坦克炮的精度优于豹式坦克使用的75公釐KwK 42砲。
90毫米SA 45坦克炮主要安装在ARL 44重型坦克上，和很多战前法国坦克一样，这门炮可以向后缩回炮塔内，减少车长便于运输。AMX-50重型坦克第一辆样车也使用了90毫米SA 45坦克炮，并配备了自動裝彈機。1950年春，法國陸軍决定为AMX-50更换100毫米SA 47坦克炮，原来装备SA 45坦克炮的搖擺式炮塔便被安装在巴蒂尼奧勒-查狄倫25噸坦克上。至今，索米尔坦克博物馆中仍保有一辆装备90毫米SA 45坦克炮的查狄倫25噸坦克。此外，AMX M4、FCM 50T、AMX Chasseur de chars等中断的坦克方案也计划使用SA 45坦克炮。

## 弹药
SA 45坦克炮使用三种弹药：实心风帽穿甲弹（APBC）、硬芯穿甲弹（APCR）以及高爆反坦克彈（HEAT）。数据来自法国1950年的测算。
| 弹种 | 弹速（米/秒） | 弹速（米/秒） | 弹速（米/秒） | 弹速（米/秒） | 穿深（mm） | 穿深（mm） | 穿深（mm） | 穿深（mm） |
| 弹种 | 弹速（米/秒） | 弹速（米/秒） | 弹速（米/秒） | 弹速（米/秒） | 0m         | 600m       | 1000m      | 2000m      |
| 弹种 | 0m            | 600m          | 1000m         | 2000m         | 0m         | 600m       | 1000m      | 2000m      |
| ---- | ------------- | ------------- | ------------- | ------------- | ---------- | ---------- | ---------- | ---------- |
| APBC | 800           | 736           | 695           | 601           | N/A        | 204.5      | 170        | 154        |
| APCR | 970           | 855           | 787           | N/A           | 248        | 207        | 178        | N/A        |